# 博因瓦利鎮區 (密歇根州)
博因瓦利鎮區（英語：Boyne Valley Township）是位於美國密歇根州夏利華縣的一個行政鎮區。

## 地方資料
博因瓦利鎮區的面積為91.82平方千米，當中陸地面積為90.08平方千米，而水域面積為1.74平方千米。根據2020年美國人口普查的數據，當地共有人口1425人，而人口密度為每平方千米15.52人。